# کیرشایم ام ریس
کیرشایم ام ریس (به آلمانی: Kirchheim am Ries) یک شهر در آلمان است که در استالبکرایس واقع شده‌است. کیرشایم ام ریس ۲٬۰۰۳ نفر جمعیت دارد.

## خواهرخوانده
شهر سولارولو خواهرخواندهٔ کیرشایم ام ریس هست.